# Nothing Fails
«Nothing Fails» — третий сингл американской певицы Мадонны из её девятого студийного альбома American Life (2003), выпущенный 21 ноября 2003 года на лейбле Maverick Records. У песни было небольшое промо и не имеется музыкального видео. Песня была выпущена на A-side финального сингла «Love Profusion» в некоторых странах Европы, а также на B-side сингла на рынках в Британии и Австралии.

## Предыстория и запись
Песня начиналась как сотрудничество между Guy Sigsworth и певицей Jem пока она работала на её дебютным альбомом. Через 2 дня работы в студии песня «Silly Thing» была написана, которая позже стала называться «Nothing Fails». Первоначально, Sigsworth планировал посвятить песню его жене. Он сказал: Я никогда не писал песен о любви, но я решил написать её для неё. У меня никогда не было проблем со взаимопониманием с ней, там не было много грусти. Но я захотел написать что-то наивное и честное. Позже, песню предложили Мадонне, которая полюбила её и взяла себе и изменила часть песни. Jem сказала о песне: «Когда я закончила слушать финальную песню, это было самым большим опытом. Ведь не каждый день ты слушаешь пение Мадонны и мелодии, которые ты поешь в диктофон в 2 часа утра! Я по настоящему восхищалась ею за её увлеченность во все, что она делает. Песня звучит прекрасно.»
Лондонское сообщество хора госпела, привел Ники Браун, для записи бэк-вокала для песни и исполнила песню с хором во время MTV American Life Special. Официального видео на песню нет.

## Путь в чартах
У «Nothing Fails» был не значительный успех в чартах, но он не совпадал с успехом предыдущего сингла с альбома American Life в Европе, попала в топ 20 в некоторых странах. В Канаде, песня попала в топ 10. Это был танцевальных хит в США и занял первое место в Billboard Hot Dance/Club. В Великобритании, она осталась не выпущенной в качестве сингла и была включена в Радио Версию «Love Profusion». В Австралии, Warner выпустил Maxi CD, 2-м треком CD сингла «Love Profusion» и в «Remixed & Retwisted» EP в тот же день, в Декабре 2003, в то время как «Love Profusion» попала в ARIA singles chart под номер 25, обоим: «Nothing Fails» и «Remixed & Retwisted» не смогли попасть в ARIA albums chart. Однако, они появились ARIA Dance Album chart под номером 5 «Remixed & Retwisted», и под номером 6 «Nothing Fails»

## Трек-лист и форматы
Европейский CD single (5439-16500-2)
- «Nothing Fails» (Radio Edit) — 3:46
- «Nothing Fails» (Peter Rauhofer’s Classic House Mix) — 8:24

Европейский CD (9362-42690-2)
1. «Nothing Fails» (Radio Edit) — 3:46
2. «Nothing Fails» (Peter Rauhofer’s Classic House Mix) — 8:24
3. «Nothing Fails» (Tracy Young’s Underground Mix) — 7:29
4. «Nothing Fails» (Nevins Big Room Rock Mix) — 6:44

Европейский/ Австралийский / США CD maxi-single (9362-42682-2)
1. «Nothing Fails» (Peter Rauhofer’s Classic House Mix) — 8:24
2. «Nothing Fails» (Nevins Big Room Rock Mix) — 6:44
3. «Nothing Fails» (Tracy Young’s Underground Mix) — 7:29
4. «Nothing Fails» (Nevins Global Dub) — 7:45
5. «Nothing Fails» (Jackie’s In Love In The Club Mix) — 7:28
6. «Nobody Knows Me» (Peter Rauhofer’s Private Life Part 1) — 8:07
7. «Nobody Knows Me» (Above & Beyond 12" Mix) — 8:45
8. «Nobody Knows Me» (Mount Sims Italo Kiss Mix) — 5:26

«Nothing Fails» / «Love Profusion» European CD single (9362-42697-2)
- «Nothing Fails» (Radio Edit) — 3:46
- «Love Profusion» (Album Version) — 3:48
- «Love Profusion» (The Passengerz Club) — 7:01

США «12» ghjvj-dbybk(PRO-A-101232)[14]
- A1 «Nothing Fails» (Peter Rauhofer’s Classic House Mix) — 8:24
- B1 «Nothing Fails» (Nevins Big Room Rock Mix) — 6:44
- B2 «Nothing Fails» (Nevins Global Dub) — 7:45
- US 12" promo vinyl (PRO-A-101245)
- «Nothing Fails» (Peter Rauhofer’s Lost In Space Mix) — 8:36

США|/ Немецкий промо CD (PRO-CDR-101230 / PR 04322)
1. «Nothing Fails» (Radio Edit) — 3:46
2. «Nothing Fails» (Nevins Mix) — 3:59

США промo 2 x 12" vinyl (9362-42682-0)
- A1 «Nothing Fails» (Peter Rauhofer’s Classic House Mix) — 7:38
- A2 «Nothing Fails» (Nevins Big Room Rock Mix) — 6:44
- B1 «Nothing Fails» (Tracy Young’s Underground Mix) — 7:29
- B2 «Nothing Fails» (Jackie’s In Love In The Club Mix) — 7:28
- C1 «Nothing Fails» (Nevins Global Dub) — 7:45
- C2 «Nobody Knows Me» (Mount Sims Italo Kiss Mix) — 5:26
- D1 «Nobody Knows Me» (Mount Sims Old School Mix) — 4:44
- D2 «Nothing Fails» (Tracy Young’s Underground Dub) — 8:36

## Официальные версии
- Album Version (4:48)
- Radio Edit (3:46)
- Radio Remix (3:59)
- Peter Rauhofer’s Classic House Mix (8:24)
- Peter Rauhofer’s Lost In Space Mix (8:37) (Bonus track on the 'Love Profusion' USA CD Maxi Single)
- Nevins Mix (4:00) (featured on Remixed & Revisited as simply «Nevins Mix»)
- Nevins Big Room Rock Mix (6:44)
- Nevins Global Dub (7:45)
- Tracy Young’s Underground Mix (7:29)
- Tracy Young’s Underground Dub (8:36)
- Jackie’s In Love In The Club Mix (7:28)

## Чарты
| Чарт                                | Пик |
| ----------------------------------- | --- |
| Australian ARIA Dance Albums Chart  | 6   |
| Austrian Singles Chart              | 45  |
| Canadian Singles Chart              | 45  |
| France SNEP Singles Chart           | 34  |
| German Singles Chart                | 18  |
| Greek Singles Chart                 | 100 |
| Italian FIMI Singles Chart          | 7   |
| Romanian Singles Chart              | 49  |
| Spanish Singles Chart               | 1   |
| Swiss Singles Chart                 | 41  |
| U.S. Billboard Hot Dance Club Songs | 1   |